# Ion Bărbulescu (B'Arg)
Ion Bărbulescu, cunoscut sub pseudonimul artistic B'Arg (n. 16 decembrie 1887, Odobești, România – d. 1 noiembrie 1969, București, România) a fost un pictor român.

## Activitatea artistică
Ion Barbulescu a fost un autodidact în domeniul picturii, făcând studii independente privind tehnicile de desen și culoare, precum și o călătorie de studii și documentare în Franța.
A abordat tehnici diverse – ulei, acuarelă, cărbune și îndeosebi pastel. După cum aprecia istoricul de artă George Oprescu „raritatea procedeului, posibilitatea de a combina așa de intim desenul cu culoarea, rezultatele subtile ce se pot obține cu acea pulbere colorată, prețioasă, strălucitoare”, reprezentând un mod propice de exprimare pentru artist. „Cele mai multe opere ale lui reprezintă tipuri întâlnite pe străzile orașului, observate cu atenție, analizate în pitorescul lor zilnic: vânzători de ziare, florărese, copii strânși la sfat, mame nenorocite, stâlpi de cafenea, cetățeni turmentați, așa cum îi cunoaștem din lumea mahalalelor.”
Primele sale desene publicate, apar în reviste „Toamna”, din București, începând cu anul 1906, fiind semnate cu pseudonimul B’Arg, iar primele expoziții la care participă sunt cele din 1915, de la Constanța (la Cazinou) și de la „Institutul Minerva” din București.
În perioada perioada Primului Război Mondial, a fost încorporat în Regimentul Putna no. 10, din Focșani. În anul 1917 este chemat la Iași unde a făcut parte din Grupul artiștilor mobilizați, înființat pe lângă Marele Cartier General, colaborând sale la ziarele și revistele care apăreau la Iași: „România” (sub conducerea lui Mihail Sadoveanu), „Arena”, „Dușmanul”, „Greerul” (cu George Ranetti).
Ion Barbulescu a fost unul din cei mai importanti graficieni odobesteni din perioada interbelica, uitat astazi
Pe numele sau adevarat Ion Barbulescu, B\'Arg a fost prin desenele sale o prezenta vie in presa dintre cele doua razboaie. Nascut la Odobesti in anul 1887, pe vremea cind localitatea de la poalele Sarbei era un tirg in care artistii veneau vara la conacele de vacanta si tineau saloane literare, Ion Barbulescu a intrat de timpuriu in lumea artelor. Deja in 1906 avea rubrica permanenta in "Revista Copiilor si a Tinerimii" si in "Dimineata copiilor", iar in 1914 a avut prima expozitie publica la Sala Minerva. Recent, la Muzeul Municipiului Bucuresti de la Palatul Sutu a fost vernisata o expozitie retrospectiva cu titlul "Lumea lui B\'Arg. Arta plastica in rapsodia unei jumatati de secol". "Lumea lui B\'Arg se constituie intr-o vasta opera, exemplara, dedicata semenilor si slujita cu o admirabila credinta si pasiune timp de 60 de ani", scrie in prezentarea catalogului expozitiei criticul de arta Florica Cruceru. O mare parte din opera este inspirata din lumea celor saraci, a celor exclusi din societatea interbelica si mai ales din universul copilariei. Sute de imagini din aceasta lume au impodobit presa din anii 20 - 40 si o parte din acestea se gasesc expuse astazi la Palatul Sutu (a nu se confunda cu Palatul Sutului din Bolotesti) din Bucuresti.

## Recunoașteri
În anul 2009, o stradă din Sectorul 3 din București a primit numele său.
HOTĂRÂRE
privind atribuirea denumirii de Aleea Pictor B’Arg [Ion Bărbulescu 1887-1969], unei artere de circulație din sectorul 3
Având în vedere expunerea de motive a Primarului General al Municipiului București și raportul de specialitate al Direcției Evidență Imobiliară și Cadastrală;
Văzând raportul Comisiei învățământ, cultură, culte, sport, raportul Comisiei patrimoniu și avizul Comisiei juridice și de disciplină din cadrul Consiliului General al Municipiului București;
Luând în considerare avizul Comisiei de atribuire de denumiri a Municipiului București nr.02/24.07.2009;
în conformitate cu prevederile art. 2, lit. d), din Ordonanța Guvernului României nr. 63/2002 privind atribuirea sau schimbarea de denumiri, cu modificările și completările ulterioare;
în temeiul-pr-evederilor-art:-3-6 alin. (2) lit. c), alin. (5) lit. d) și art. 45 alin. (1) din Legea nr. 215/2001 privind administrația publică locală, republicată, cu modificările și completările ulterioare.
CONSILIUL GENERAL AL MUNICIPIULUI BUCUREȘTI HOTĂRĂȘTE:
Art.1 Se atribuie denumirea de Aleea Pictor B’Arg [Ion Bărbulescu 1887-1969], pentru o arteră de circulație din sectorul 3.
Art.2 Artera propusă începe din Bulevardul 1 Decembrie și se termină în Strada Armeniș, fiind identificată potrivit planului anexă care face parte integrantă din prezenta hotărâre.

## Distincții
- Ordinul Muncii clasa a III-a (21 august 1954) „pentru merite deosebite pe tărîmul construcției de stat, economice, sociale și culturale, cu ocazia celei de a zecea aniversări a eliberării patriei noastre”[5]
- titlul de Artist Emerit al Republicii Populare Romîne (13 ianuarie 1964) „pentru merite deosebite în activitatea desfășurată in domeniul teatrului, muzicii și artelor plastice”[6]
- Ordinul „Meritul Cultural” clasa a IV-a (1968) „pentru activitate deosebită în domeniul artelor plastice”[7]

## Vezo și
- Tinerimea artistică